# Munshiganj Sadar
Pour les articles homonymes, voir Munshiganj.
Munshiganj Sadar (en bengali : মুন্সিগঞ্জ সদর) est une upazila du Bangladesh dans le district de Munshiganj. En 1991, on y dénombrait 294 823 habitants.